# Сабинина, Людмила Николаевна
Людмила Николаевна Сабинина (18.8.1925, дер. Печенга, ныне Солигаличского района Костромской области России — 9.09.1977, Москва) — русская советская писательница.

## Биография
Окончила Институт имени Гнесиных по классу фортепиано (1952), училась в Литературном институте им. М. Горького.
Начала печататься с 1966 года.
По её повести «Родео Лиды Карякиной» в 1985 году ТО «Экран» снят двухсерийный фильм «Непохожая» (режиссёры Владимир Алеников, Мария Муат).

## Сочинения
- Обломок молнии [Текст] : Рассказы и повести : [Для ст. шк. возраста] / [Предисл. Ф. Кузнецова ; Худож. Т. Рейн]. — М. : Мол. гвардия, 1978.
- Далекое зарево [Текст] : Рассказы, повести / Людмила Сабинина. — М. : Современник, 1979. — 398 с.; 20 см. — (Новинки «Современника»).
- И все-таки иди : Повести и рассказы / Людмила Сабинина; [Худож. Ю. Баранов]. — М. : Советский писатель, 1984. — 255 с.
- Стрелы над крепостью [Текст] : Повесть о непобедимом Анкудине, защитнике древнего Городца, что на реке Тесьме; а также об учениках Городецкой школы № 3 Михаиле Анкудинове и Димке Красикове — их приключениях, поисках и открытии : [Для сред. и ст. возраста] / Людмила Сабинина; [Рис. Т. Прибыловской]. — М. : Детская литература, 1979. — 174 с.
- Родео Лиды Карякиной : Повести и рассказы. [Для сред. и ст. возраста] / Людмила Сабинина; [Вступит. статья Е. Евтушенко. — М. : Дет. лит., 1980. — 208 с. Впервые: в журнале «Юность», 1977 , № 9, С.56-75